# Arne Ljungqvist
Pour les articles homonymes, voir Ljungqvist.
Le professeur Arne Gunnar Gunnarsson Ljungqvist (né le 23 avril 1931 à Stockholm) est un professeur de médecine et un dirigeant sportif suédois, qui a été membre du Comité international olympique de 1994 à 2012 et qui en est membre honoraire.
Ancien champion national de saut en hauteur, il a été membre du conseil de l'IAAF à compter de 1976, Jusqu'en devenir vice-président en 1981 et vice-président de l'Agence mondiale antidopage.